# 清水善和
清水 善和（しみず よしかず、1953年5月5日 - ）は、日本の植物生態学者、駒澤大学名誉教授。「樹木環境ネットワーク協会」のグリーンセイバー検定委員、「日本ガラパゴスの会」理事。専門は植物生態学、島嶼地理学。理学博士（京都大学）。

## 略歴・人物
新潟県生まれ。1972年、静岡県立静岡高等学校卒業。1976年、京都大学理学部生物学系卒業、1983年、同大学院理学研究科植物学専攻博士後期課程修了、「小笠原諸島の森林の植物生態学的研究」で理学博士。駒澤大学助教授、総合教育研究部自然科学部門教授。2024年、駒澤大学名誉教授。
小笠原諸島、大洋島の植物の進化・生態を研究。ガラパゴス、ハワイで野外調査。日本地理学会、日本生態学会に所属。

## 著書
- 『小笠原諸島に学ぶ進化論 -閉ざされた世界の特異な生き物たち-』技術評論社〈知りたいサイエンス 081〉、2010年7月。ISBN 978-4-7741-4268-5。
- 『小笠原自然年代記』岩波書店〈自然史の窓 3〉、1998年12月7日。ISBN 978-4000066631。
- 『ハワイの自然 -3000万年の楽園-』古今書院、1998年3月。ISBN 978-4772214056。

### 共著
- 岩槻邦男, 清水善和, 下園文雄, 片山雅男 著、岩槻邦男 監修 樹木・環境ネットワーク協会 編『グリーンセイバー・マスター』研成社、2008年11月。ISBN 978-4876394128。
- 片山雅男, 下園文雄, 清水善和 著、岩槻邦男 監修 樹木・環境ネットワーク協会 編『グリーンセイバー・アドバンス』研成社、2005年3月。ISBN 978-4876394081。
- 片山雅男, 清水善和, 下園文雄 著、岩槻邦男 監修 樹木・環境ネットワーク協会 編『グリーンセイバー -植物と自然の基礎をまなぶ-』研成社、2002年1月。ISBN 978-4876391240。

## 受賞
- 第６回 日本生態学会 Ecological Research 論文賞[4] 2006年
- 松下幸之助花の万博記念奨励賞 1999年

## 参考
- 『現代日本人名録』2002年
- ISBN　978-4-7741-4268-5